# Jazztel
Jazztel PLC és un holding d'empreses del sector de les telecomunicacions. El domicili social de l'empresa és a Londres, tot i que cotitza al Mercat Continu de la Borsa de Madrid.
L'empresa ha desplegat una xarxa de telecomunicacions de fibra òptica basades en les tecnologies jerarquia digital síncrona ("SDH") i "Digital Subscriber Line" (DSL). A les zones on és present ofereix serveis a empreses i particulars.
El principal mercat de la companyia és l'espanyol.
L'any 2016 Orange va adquirir Jazztel, mantenint la marca a nivell comercial. Actualment Jazztel opera només com a marca comercial del grup Orange.